# Экспрессионизм (литература)

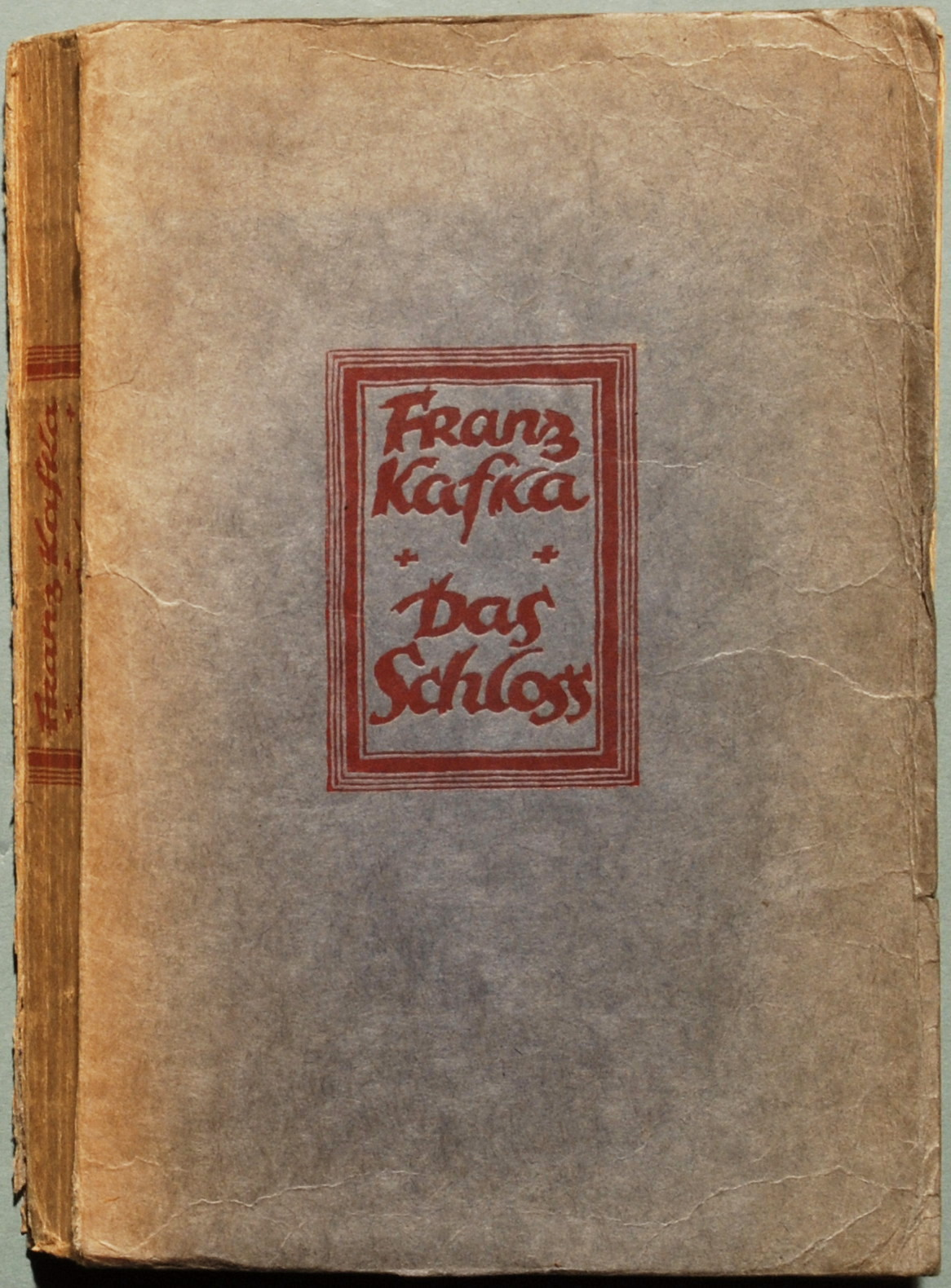
Первое издание романа Кафки «Замок»

Под экспрессионизмом применительно к литературе понимают целый комплекс течений и направлений в рамках европейского модернизма начала XX века. Часто речь ведут о немецком экспрессионизме, так как экспрессионизм стал господствующим литературным течением именно в немецкоязычных странах — Германии и Австрии.
К экспрессионизму относится творчество немецкоязычной «пражской школы». Пражских писателей (Франц Кафка, Густав Майринк, Лео Перуц, Альфред Кубин, Пауль Адлер, а также Карел Чапек) при всей несхожести их творческих установок объединяет интерес к ситуациям абсурдной клаустрофобии, фантастическим сновидениям, галлюцинациям. Отдельные писатели-экспрессионисты работали и в других европейских странах — России (Л. Андреев, Е. Замятин), Польше (Т. Мичинский) и др.
В качестве оригинальных течений в недрах литературного экспрессионизма некоторые специалисты рассматривают французский дадаизм и советскую группу ОБЭРИУ. В то же время многие литературоведы считают их самостоятельными литературными направлениями.

## Немецкий и австрийский экспрессионизм
В немецком литературоведении выделяется понятие «экспрессионистского десятилетия»: 1914—1924 годы. Это время наибольшего расцвета этого литературного направления. Хотя его периодизация, как и четкое определение самого понятия «экспрессионизм», до сих пор остается достаточно условной.
Вообще, это направление в литературе в основном связывают с деятельностью немецкоязычных авторов довоенного времени. В Германии центром движения был Берлин (хотя были отдельные группы в Дрездене и Гамбурге), в Австро-Венгрии — Вена. В других странах литературный экспрессионизм так или иначе развивался под прямым или косвенным влиянием немецкоязычных литератур.
В Германии и Австрии это направление приобрело огромный масштаб. Так, «Справочник авторов и книг экспрессионизма» П. Раабе приводит имена 347 авторов. В предисловии его автор характеризует экспрессионизм как «повальное явление, редкое для Германии», «общенемецкое духовное движение» такой мощи и притягательности, что «нигде и не брезжило какое-то контрдвижение или противодействие». Это позволяет исследователям говорить о том, что глубина этого литературного явления до сих пор не исчерпана до конца:

«На слуху и в работе одни и те же тексты и имена каноничных авторов: Тракль, Бенн, Гейм, Штрамм, Бехер, Верфель, Штадлер, Ласкер-Шюлер, Кафка, Дёблин, Кайзер, Барлах, Зорге, Толлер, ван Годдис, Лихтенштейн, Цех, Рубинер, Леонгард, Лёрке. Пожалуй, все. Остальных принято называть poetae minores. А среди них оказываются замечательно талантливые авторы, которые остаются вне сферы российского экспрессионизмоведения: Ф. Хардекопф, Э. В. Лоц, П. Больдт, Г. Эренбаум-Дегеле, В. Рунге, К. Адлер, Ф. Яновиц — это только ближний круг, а есть ещё десятки авторов замечательных экспрессионистских антологий, серии „Судный день“ („Der jungste Tag“), сотен других периодических изданий…»

### Ранний экспрессионизм (до 1914 года)

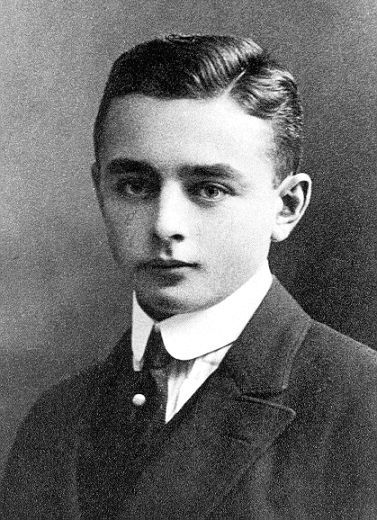
Георг Гейм

Предвоенное время (1910—1914) рассматривается как период «раннего экспрессионизма» (нем. «Der Frühexpressionismus»), связанный с началом деятельности первых экспрессионистских журналов («Der Sturm», «Die Aktion») и клубов («Неопатетическое кабаре», «Кабаре Гну»). В основном, это связано с тем, что в это время сам термин ещё не прижился. Вместо него оперировали различными дефинициями: «Новый пафос» (Стефан Цвейг), «Активизм» (Курт Хиллер) и др. Авторы этого времени не называли себя экспрессионистами, и были причислены к ним лишь позднее.
Первым печатным органом экспрессионистов стал журнал «Der Sturm», издававшийся Гервартом Вальденом в 1910—1932 годах. Через год появился журнал «Die Aktion», в котором в основном печатались произведения «левых» экспрессионистов, близких по духу к социализму и хиллеровскому «активизму». В одном из первых номеров «Die Aktion» в 1911 году было опубликовано программное экспрессионистское стихотворение Якоба ван Годдиса «Конец света» (нем. «Weltende»), принесшее его автору широкую известность. В нём отразились эсхатологические мотивы, характерные для экспрессионизма, предрекавшего скорую гибель мещанской цивилизации.
Раннеэкспрессионистские авторы испытывали различные влияния. Для одних источником стал творчески переосмысленный французский и немецкий символизм (Готфрид Бенн, Георг Тракль, Георг Гейм), в особенности Артюр Рембо и Шарль Бодлер. Других вдохновляло барокко и романтизм. Общим для всех было сосредоточенное внимание к реальной жизни, но не в её реалистическом, натуралистическом понимании, а в плане философских основ. Легендарный лозунг экспрессионистов: «Не падающий камень, а закон тяготения».
Помимо журналов, на раннем этапе появились и первые творческие объединения экспрессионистов: «Новый клуб» и связанное с ним «Неопатетическое кабаре», а также «Кабаре Гну». Наиболее крупными фигурами этого периода являются Георг Гейм, Якоб ван Годдис и Курт Хиллер.

«Раннеэкспрессионистские журналы и авторы, такие как Гейм, Ван Годдис, Тракль и Штадлер столь же мало осознавали себя экспрессионистами, как позже Штрамм или Газенклевер. В литературных кругах перед Первой мировой войной курсировали такие синонимы как „юные берлинцы“, „неопатетики“, „молодая литература“. Кроме того, к молодые прогрессивные движения относили к „футуризму“. Хиллер выдал в качестве нового пароля „активизм“. В противоположность этому иностранный термин „экспрессионизм“ внушает мысль о единстве стиля эпохи или эстетических программ и все же служит собирательным обозначением для разнообразных авангардистских движений и литературных техник, чья главная особенность лежит в их полемической заостренности: антитрадиционализме, антиреализме и антипсихологизме».
Одна из характерных особенностей раннего экспрессионизма — его пророческий пафос, в наибольшей мере воплотившийся в произведениях Георга Гейма, погибшего в результате несчастного случая за два года до начала Первой мировой войны. В стихотворениях «Война» и «Грядет большое умиранье…», навеянных событиями Марокканского кризиса, позже многие видели предсказания будущей европейской войны. Кроме того, вскоре после его смерти были обнаружены дневники поэта, в которых он записывал свои сны. Одна из этих записей практически точно описывает его собственную смерть.
В Австрии наиболее крупной фигурой был Георг Тракль. Стихотворное наследие Тракля невелико по объёму, но оказало значительное влияние на развитие немецкоязычной поэзии. Трагическое мироощущение, пронизывающее стихи поэта, символическая усложнённость образов, эмоциональная насыщенность и суггестивная сила стиха, обращение к темам смерти, распада и деградации позволяют причислить Тракля к экспрессионистам, хотя сам он формально не принадлежал ни к одной поэтической группировке.

### «Экспрессионистское десятилетие» (1914—1924)

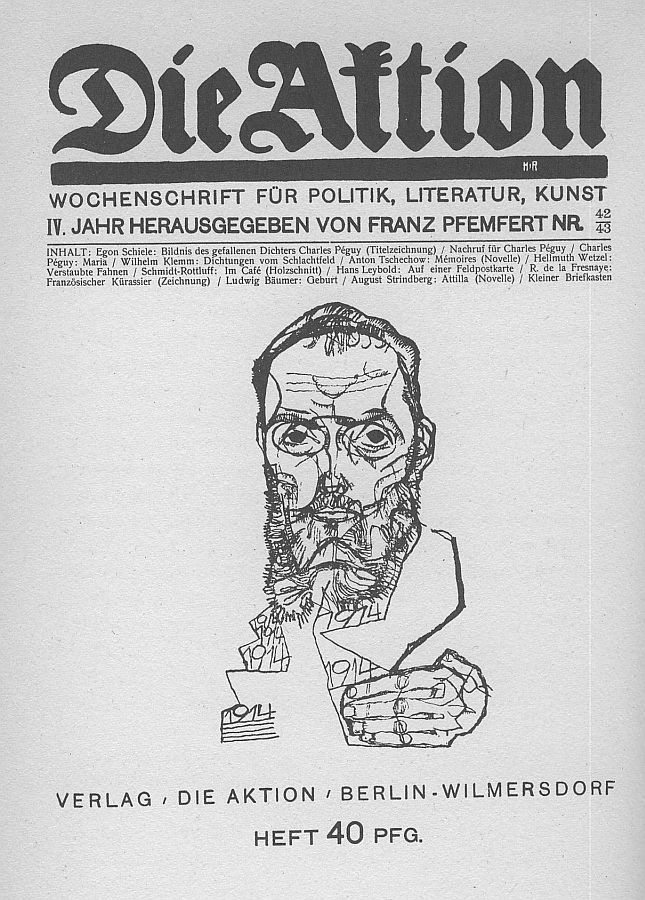
Журнал «Die Aktion» (1914)

Временем расцвета литературного экспрессионизма считаются 1914—1924 годы. В это время в этом направлении работали Готфрид Бенн, Франц Верфель, Альберт Эренштейн и др.
Важное место в этот период занимают «фронтовые стихи» (Иван Голль, Август Штрамм и др.). Массовая гибель людей привела к всплеску пацифистских тенденций в экспрессионизме (Курт Хиллер, Альберт Эренштейн).
В 1919 году выходит знаменитая антология «Сумерки человечества» (нем. «Die Menschheitsdämmerung»), в которой издатель Курт Пинтус под одной обложкой собрал лучших представителей этого направления. Впоследствии антология стала классической; в XX веке она переиздавалась несколько десятков раз.
Становится популярным политически окрашенный «левый» экспрессионизм (Эрнст Толлер, Эрнст Барлах). В это время экспрессионисты начинают осознавать своё единство. Возникают новые группы, продолжают издаваться экспрессионистские журналы и даже одна газета («Die Brücke»). Курт Хиллер становится во главе «левого» крыла. Он печатает ежегодники «Цель» (нем. «Ziel-Jahrbücher»), в которых обсуждается послевоенное будущее.
Некоторые исследователи экспрессионизма выступают против его деления на «левый» и «правый». Кроме того, в последнее время наметилась переоценка значения ранних этапов развития экспрессионизма. Например, Н. В. Пестова пишет:

«Повышенное внимание к политическому аспекту экспрессионизма со стороны исследователей объяснялось скорее попытками его реабилитации после Второй мировой войны (в которых он вряд ли нуждался) и общей тенденцией политизации и идеологизации экспрессионистского искусства. Не оправдывает себя и не подтверждается поэтической практикой деление экспрессионизма на левый и правый».

## В России и СССР
В русской литературе тенденции экспрессионизма проявились в творчестве Леонида Андреева.
Новые тенденции появились после революции,

История русского экспрессионизма как литературного течения охватывает деятельность группы экспрессионистов (1919—1922) Ипполита Соколова, объединения «Московский Парнас» (1922) Бориса Лапина и эмоционалистов (1921—1925) Михаила Кузмина.

В то время Ипполит Соколов (1902—1974) объявляет о создании новой литературной группы которая будет «значительно левее футуристов и имажинистов». Основной задачей считалось объединение всех ветвей футуризма.

«…в Москве 20-х годов была группа поэтов, открыто называвших себя экспрессионистами. У истоков её стоял Ипполит Соколов, выпустивший в 1919 году книгу под названием „Бунт экспрессионизма“. В ней содержался манифест под названием „Хартия экспрессиониста“: Соколов выступал против имажинизма и футуризма, выдвигая ему на смену только „максимум экспрессии“ и „динамику восприятия и мышления“.»

К весне 1920 года вокруг Соколова образовалась группа, в которую на разных этапах входили Борис Земенков, Гурий Сидоров (Гурий Александрович Сидоров-Окский (1899—1967)), Сергей Спасский, Борис Лапин, Евгений Габрилович.
Также Анна Радлова входила в группу эмоционалистов, возглавлявшуюся Михаилом Кузминым в начале двадцатых годов.
Тенденции экспрессионизма проявились и в творчестве Евгения Замятина.
Позднее русский экспрессионизм в значительной степени повлиял на развитие групп ничевоков и обэриутов.

## Польский экспрессионизм

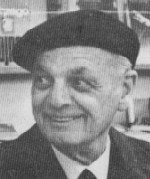
Зенон Косидовский

В польской литературе, как и в Европе вообще, экспрессионистские тенденции проявились ещё до того, как были сформулированы теоретические основы этого течения. В этом ключе писали представители неоромантической «Молодой Польши» (Тадеуш Мичинский), а элементы экспрессионистской поэтики можно обнаружить у Станислава Пшибышевского и Вацлава Берента. Окончательно польский экспрессионизм оформился после Первой мировой войны.
В 1917 году писатель Ежи Хулевич начал издавать журнал «Родник» (пол. «Zdrój», выходил до 1922 года). У него не было четкой литературной программы, но сам характер публиковавшихся материалов имел признаки зарождающегося нового течения. Идеи экспрессионизма также высказывал в своих статьях Пшибышевский («Около экспрессионизма», «Экспрессионизм», «Словаки и генезис духа»). В 1918 году группа молодых писателей и поэтов, назвавшаяся «Бунт», устроила выставку в Познани, одновременно опубликовав в качестве приложения к «Роднику» так называемую «Тетрадь Бунта» (пол. «Zeszyt Buntu»). В ней опубликовались: Владислав Скотарек, Август Замойский, Зенон Косидовский и др. С этого момента «Родник» стал все более последовательно придерживаться экспрессионистской программы. В особенности это касалось текстов Яна Стура и Зенона Косидовского. Из-за финансовых проблем журнал был закрыт. После этого экспрессионистское движение в Польше постепенно сошло на нет, лишь иногда проявляя себя в отдельных случайных публикациях.

## Экспрессионизм в других европейских странах

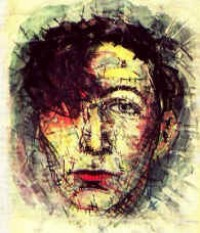
Гео Милев, Автопортрет

- Болгария. Крупнейшим болгарским поэтом-экспрессионистом является Гео Милев.
- Дания. Датских писателей Тома Кристенсена, Рудольфа Броби-Йохансена, Эмиля Бённелике[вд] причисляют к экспрессионизму.
- Нидерланды. «Виталистической» и «экспрессионистской» называли поэзию Хендрика Марсмана. К экспрессионистам также относят поэта-авангардиста Пола ван Остайена. В Нидерландах существовала экспрессионистская литературная группа «Пространство» (нидерл. Ruimte). В неё входили в основном поэты фламандского и бельгийского происхождения: Марникс Гейсен, Остайен, Бурссенс и др.
- Украина. Экспрессионистские мотивы исследователи обнаруживают в творчестве Василия Стефаника, О. Туринского, Миколы Кулиша и др.
- Франция. К экспрессионистам причисляют французского поэта Пьера Гарнье. Также к этому направлению в последние годы жизни был близок Октав Мирбо.
- Чехословакия. Среди чешскоязычных писателей к экспрессионистам на разных этапах их творчества причисляли Карела Чапека, Владислава Ванчуру, Льва Блатны, Франтишека Гётца, Ладислава Климу, Рихарда Вайнера, Йозефа Вахала, Карела Гуго Гилара.
- Швеция. Определённые черты экспрессионизма присутствуют в творчестве Юхана Августа Стриндберга.

## Литераторы-экспрессионисты
- Хуго Балль (1886—1927)
- Эрнст Барлах (1870—1938)
- Готфрид Бенн (1886—1956)
- Иоганнес Бехер (1891—1958)
- Макс Брод (1884—1968)
- Эрнст Вайс (1884—1940)
- Франк Ведекинд (1864—1918)
- Франц Верфель (1890—1945)
- Вальтер Газенклевер (1890—1940)
- Георг Гейм (1887—1912)
- Макс Геррманн-Найссе (1886—1941)
- Иван Голль (1891—1950)
- Рихард Хюльзенбек (1892—1974)
- Альфред Дёблин (1878—1957)
- Теодор Дойблер (1876—1934)
- Георг Кайзер (1878—1945)
- Франц Кафка (1883—1924)
- Клабунд (1890—1928)
- Альфред Кубин (1877—1959)
- Эльза Ласкер-Шюлер (1869—1945)
- Альфред Лихтенштейн (1889—1914)
- Густав Майринк (1868—1932)
- Минона (1871—1946)
- Райнер Мария Рильке (1875—1926)
- Людвиг Рубинер (1881—1920)
- Эрнст Толлер (1893—1939)
- Георг Тракль (1887—1914)
- Фриц фон Унру (1885—1970)
- Леонгард Франк (1882—1961)
- Якоб ван Годдис (1887—1942)
- Курт Швиттерс (1887—1948)
- Эрнст Штадлер (1883—1914)
- Карл Штернхейм (1878—1942)
- Август Штрамм (1874—1915)
- Казимир Эдшмид (1890—1966)
- Карл Эйнштейн (1885—1940)
- Альберт Эренштейн (1886—1950)
- Курт Хиллер (1885—1972)
- Зенон Косидовский (1898—1978)
- Карел Чапек (1890—1938)
- Гео Милев (1895—1925)
- Лео Перуц (1882—1957)
- Леонид Андреев (1871—1919)